# Länsväg 193
De Zweedse weg 193 (Zweeds: Länsväg 193) is een provinciale weg in de provincie Västra Götalands län in Zweden en is circa 36 kilometer lang.

## Plaatsen langs de weg
- Falköping
- Folkabo
- Madängsholm
- Baltak
- Tidaholm

## Knooppunten
- Riksväg 47 bij Falköping (begin)
- Riksväg 26 bij Madängsholm
- Länsväg 195